# Dubrava Zabočka
Dubrava Zabočka – wieś w Chorwacji, w żupanii krapińsko-zagorskiej, w mieście Zabok. W 2011 roku liczyła 591 mieszkańców.